# 謝良弼 (隆慶進士)
謝良弼（1529年—？），原名謝鈞，字夢之，號築野，直隸泗州衛官籍永年縣人，明朝政治人物。泗州學生。

## 生平
嘉靖三十四年（1555年）乙卯科應天府鄉試第八十七名舉人。隆慶二年（1568年）中式戊辰科會試第六十六名，三甲第一百八十四名進士。授浙江平湖知县，历官刑部主事，萬曆五年（1577年）四月升湖广佥事。

## 家族
曾祖謝顯；祖父謝斌；父謝爵，母楊氏。永感下。兄鍾（歲貢生）、鐸、鏊、弟鎜。